# 1992 en fantasy
| Années de la fantasy : 1989 - 1990 - 1991 - 1992 - 1993 - 1994 - 1995    |
| Décennies de la fantasy : 1960 - 1970 - 1980 - 1990 - 2000 - 2010 - 2020 |

L'année 1992 a été marquée, en matière de fantasy, par les événements suivants.

## Naissances et décès

### Naissances
- 13 mars : Sarah Buschmann, romancière et nouvelliste française de fantasy et de fantastique.

## Romans - Recueils de nouvelles ou anthologies - Nouvelles
- Invasion des Ténèbres ou Les Compagnons du renouveau (Siege of Darkness), roman de la série du célèbre elfe noir Drizzt Do'Urden de R. A. Salvatore

- L'Année du roi Javan (King Javan's Year), roman appartenant au cycle des Derynis de Katherine Kurtz
- L'Épée de la providence (Miecz Przeznaczenia), recueil de courts récits d'Andrzej Sapkowski
- Le Talisman (Dragonfly in Amber), deuxième tome de la saga littéraire Le Chardon et le Tartan de Diana Gabaldon
- The History of The Lord of the Rings 4: Sauron Defeated, quatrième et dernier livre d'une série éditée par Christopher Tolkien

### Nouvelles
- Drame de Troll (Troll Bridge), nouvelle de Terry Pratchett liée à l'univers du Disque-monde